# Volksbank Börde-Bernburg
Die Volksbank Börde-Bernburg eG ist eine Genossenschaftsbank mit Sitz in der sachsen-anhaltischen Kreisstadt Bernburg (Saale) im Salzlandkreis.

## Geschichte
Die heutige Volksbank Börde-Bernburg eG wurde am 14. April 1860 gegründet und entstand im Jahr 2000 durch die Fusion der Volksbank Bernburg eG mit Sitz in Bernburg mit der Volksbank Börde e.G. mit dem Sitz in Wanzleben-Börde. Die Volksbank Bernberg eG fusionierte 1993 mit der Raiffeisenbank Bernburg eG. Die spätere Volksbank Börde e.G. entstand im Jahr 1992 als Raiffeisenbank Wanzleben durch die Fusion dergleichen mit der Raiffeisenbank Egeln eG mit dem Sitz in Egeln und der Raiffeisenbank Bahrendorf eG mit dem Sitz in Bahrendorf.
Eine für das Jahr 2024 geplante Fusion mit der Volksbank Jerichower Land eG mit dem Sitz in Burg kam nicht zustande.

## Rechtsverhältnisse
Die Volksbank Börde-Bernburg eG ist im Genossenschaftsregister beim Amtsgericht Stendal unter GnR 1898 eingetragen.

## Organisationsstruktur
Rechtsgrundlagen sind das Genossenschaftsgesetz und die durch die Generalversammlung beschlossene Satzung. Organe der Bank sind der Vorstand, der Aufsichtsrat und die Generalversammlung.

## Sicherungseinrichtung
Die Volksbank Börde-Bernburg eG ist der amtlich anerkannten Sicherungseinrichtung des Bundesverbandes der Deutschen Volksbanken und Raiffeisenbanken GmbH und der zusätzlichen freiwilligen Sicherungseinrichtung des Bundesverbandes der Deutschen Volksbanken und Raiffeisenbanken e.V. angeschlossen.

## Geschäftsausrichtung
Die Volksbank Börde-Bernburg eG betreibt das Universalbankgeschäft. Im Verbundgeschäft arbeitet sie mit der DZ Bank, R+V Versicherung, Bausparkasse Schwäbisch Hall, Teambank, VR Leasing,  DZ Hyp und der Union Investment zusammen.

## Geschäftsgebiet
Das Geschäftsgebiet liegt im Salzlandkreis sowie im Landkreis Börde.
An diesen Orten betreibt die Bank Filialen:
- Bernburg (Saale) (Hauptstelle, jur. Sitz + 1 SB-Geschäftsstelle)
- Egeln (Geschäftsstelle)
- Eilsleben (Geschäftsstelle)
- Hadmersleben (Geschäftsstelle)
- Könnern (Geschäftsstelle)
- Nienburg (SB-Geschäftsstelle)
- Osterweddingen (Geschäftsstelle)
- Staßfurt (Geschäftsstelle)
- Wanzleben-Börde (1 Geschäftsstelle + 1 SB-Geschäftsstelle)
- Altenweddingen (Geschäftsstelle)